# Magistralni put 33
Die Magistralni put 33 ist eine Staatsstraße in Serbien. Sie beginnt in Ralja an der Autoput A1 und führt in östlicher Richtung über Požarevac, Kučevo, Majdanpek, Rudna Glava und Negotin bis nach Mokranje an der serbisch-bulgarischen Grenze. Dort wird die Straße von der bulgarischen Straße II-12 fortgesetzt, die nach Widin führt.